# Блевинс (Арканзас)
Блевинс (енгл. Blevins) град је у америчкој савезној држави Арканзас.

## Демографија
По попису из 2010. године број становника је 315, што је 50 (-13,7%) становника мање него 2000. године.
| Група             | 2000.       | 2010.       |
| Белци             | 238 (65,2%) | 199 (63,2%) |
| Афроамериканци    | 52 (14,2%)  | 39 (12,4%)  |
| Азијати           | 0 (0,0%)    | 0 (0,0%)    |
| Хиспаноамериканци | 67 (18,4%)  | 72 (22,9%)  |
| Укупно            | 365         | 315         |